# Multieventi Sport Domus
Il Multieventi Sport Domus è il più importante edificio polisportivo della Repubblica di San Marino che si trova a Serravalle, poco lontano dal confine con l'Italia.
L'edificio è composto da:
- Una palestra di 42m x 30m è utilizzata dalla Federazione Sammarinese Pallacanestro, dove si allena la Nazionale di pallacanestro di San Marino e dalla Federazione Sammarinese Ginnastica per gli allenamenti di ginnastica ritmica.
- Una piscina di 22m x 50m utilizzata dalla Federazione Sammarinese Nuoto utilizzata per gli allenamenti agonistici di nuoto agonistico e nuoto sincronizzato.
- Una palestra piccola utilizzata per il ping pong, arti marziali, judo e per i congressi.
- Una sala conferenze di 250 posti.

Il Multieventi inoltre è sede del Comitato Olimpico Nazionale Sammarinese.